# I'm Not a Player
„I'm Not a Player” је дебитантски сингл репера Биг Пана (тада познат као Биг Панишер) у продукцији Минесоте. Песма је заузела 57. место на Билбордовој Хот 100 листи. „I'm Not a Player” је значајно утицала да албум Capital Punishment постане први на Билбордовој топ листи r&b и хип-хоп албума који је продат у више од милион примерака у САД.

## Спот
Спот је инспирисан филмом Лице са ожиљком, приказује Биг Пана како купује црвени „мерцедес бенц” и пролази кроз ресторан. Биг Пан се види како плеше с дамама. Фат Џо, Нореага, Кјубан Линк, Рејквон и Продиџи се појављују у камео наступима.

## Листе
| Листе (1997)                         | Највећа позиција позиција |
| ------------------------------------ | ------------------------- |
| US Billboard Hot 100                 | 57                        |
| US Hot R&B/Hip-Hop Songs (Billboard) | 19                        |
| US Hot Rap Songs (Billboard)         | 3                         |